# 前1330年代
| 千纪： | 前2千纪 |
| 世纪： | 前15世纪 \| 前14世纪 \| 前13世纪                                                                                     |
| 年代： | 前1360年代 \| 前1350年代 \| 前1340年代 \| 前1330年代 \| 前1320年代 \| 前1310年代 \| 前1300年代                       |
| 年份： | 前1339年 \| 前1338年 \| 前1337年 \| 前1336年 \| 前1335年 \| 前1334年 \| 前1333年 \| 前1332年 \| 前1331年 \| 前1330年 |

## 重要事件及趋势
- 前1336年，斯门卡瑞继承阿肯那顿为埃及法老。
- 前1336年，图坦卡顿和安赫塞娜蒙结婚。
- 约前1336年，古埃及的阿玛纳时期结束。
- 前1336年—前1327年，图坦卡顿的石棺在帝王谷打造。
- 前1331年，图坦卡顿改名图坦卡蒙，从阿玛纳返回底比斯。

## 重要人物
- 前1338年，埃及泰伊王后去世
- 前1337年，埃及娜芙蒂蒂王后去世
- 前1334年，埃及法老斯门卡瑞去世
- 前1334年，埃及法老阿肯那顿去世
- 阿肯那顿、斯门卡瑞、图坦卡蒙，古埃及第十八王朝法老
- 苏庇路里乌玛一世，赫梯国王
- 阿淑尔乌巴里特一世，亚述国王
- 布尔那布里亚什二世、库瑞噶尔祖二世，巴比伦第三王朝国王
- 刻克洛普斯二世，雅典国王
- 祖丁、南庚，商朝国王